# Metrodira
Metrodira is een geslacht van zeesterren uit de familie Echinasteridae.

## Soort
- Metrodira subulata Gray, 1840